# ایوی وینترز
ایوی وینترز (به انگلیسی: Ivy Winters) (زاده ۵ اکتبر ۱۹۸۶) زن‌پوش، خواننده، بازیگر آمریکایی است.